# Battaglia di Palosco
La battaglia di Palosco, chiamata anche delle Grumore, dal nome della località in cui si svolse, avvenne nel 1156 tra il comune di Bergamo e il comune di Brescia.
La causa della lite sembra esser stata il possesso dei  castelli di Volpino, Qualino e Ceratello in Val Camonica.

## Lo scontro
I bresciani passarono l'Oglio e si accamparono nella località Grumore presso Palosco sabato 10 marzo 1156. I bergamaschi, accorsi a difendere il territorio, non riuscendo a provocare battaglia, si accamparono per la notte ritenendo che lo scontro si sarebbe effettuato il giorno successivo. Approfittando delle prime luci dell'alba i bresciani assaltarono le truppe avversarie, non ancora schierate, e le sopraffecero.
Alla fine del combattimento i bresciani distrussero il castello di Palosco.
Nella sconfitta i bergamaschi persero non solo molti uomini, ma anche il gonfalone della città, dedicato a sant'Alessandro, che venne conservato come trofeo dai bresciani nella chiesa dei santi Faustino e Giovita.

## Epilogo
Il 21 marzo 1156 presso la chiesa di San Michele a Telgate si concludeva la pace: i bergamaschi rinunciavano al possesso e a qualsiasi pretesa sul castello di Volpino. Inoltre promettevano che i figli minorenni degli uccisi non avrebbero chiesto vendetta per la morte dei genitori. In caso di infrazione dei patti i bergamaschi avrebbero pagato una multa di mille libbre.
Il comune di Brescia affidò la custodia del Castello di Volpino, del Castello di Qualino e del Castello di Ceratello a Alberto del Lago, Oprando Brusato, Magnano di San Gervasio, Bonaprando Avogadro e altri..